# Mateusz Kotra
Mateusz Kotra (* 19. April 1990) ist ein polnischer Squashspieler.

## Karriere
Mateusz Kotra spielte nur vereinzelt auf der PSA World Tour und konnte sich dabei nicht in der Weltrangliste platzieren. Mit der polnischen Nationalmannschaft nahm er mehrfach an Europameisterschaften teil und spielte für Polen 2017 bei den World Games, wo er in der ersten Runde ausschied. Bei den Europameisterschaften 2011 verpasste er im Einzel mit einer Niederlage in der Qualifikation den Einzug ins Hauptfeld. 2015 und 2016 wurde er polnischer Meister.

## Erfolge
- Polnischer Meister: 2015, 2016